# Salvatore Di Maggio
Salvatore Tito Di Maggio (Barcellona Pozzo di Gotto, 28 luglio 1960) è un politico, imprenditore e dirigente d'azienda italiano.

## Biografia
Nato a Barcellona Pozzo di Gotto, in provincia di Messina, ma vive a Matera.
Laureato in Giurisprudenza, figlio di un maresciallo dei Carabinieri, è il fratello del giudice Francesco Di Maggio.
È un imprenditore e dirigente d'azienda; è stato presidente del Distretto industriale del Mobile Imbottito che ha sede a Matera.

### Elezione a senatore
Alle elezioni politiche del 2013 viene candidato al Senato della Repubblica, tra le liste di Con Monti per l'Italia nella circoscrizione Basilicata, venendo eletto senatore per via della rinuncia di Pier Ferdinando Casini (che opta per la circoscrizione Campania).
Aderisce al gruppo parlamentare di Scelta Civica per l'Italia ed è membro della Commissione parlamentare antimafia.
Il 27 novembre 2013 abbandona Scelta Civica, e il 28 gennaio 2014 fonda, assieme a Mario Mauro, il movimento politico Popolari per l'Italia, facendo parte del gruppo parlamentare centrista Per l'Italia.
Il 18 novembre 2014, assieme agli altri due senatori del partito (Mario Mauro e Angela D'Onghia), aderisce al gruppo parlamentare di centro-destra Grandi Autonomie e Libertà. A inizio maggio 2015 come Mario Mauro lascia la maggioranza di governo, collocandosi alla sua opposizione.
Il 30 maggio 2015 abbandona i Popolari per l'Italia (e quindi il gruppo GAL) e aderisce ai Conservatori e Riformisti, il neonato movimento politico di centro-destra di Raffaele Fitto.
Il 28 febbraio 2017 aderisce a Direzione Italia, naturale proseguimento del percorso politico di Conservatori e Riformisti.
Il 2 aprile 2017, assieme agli altri sei senatori di Direzione Italia confluisce nel Gruppo misto, per via dello scioglimento del gruppo parlamentare (ormai al di sotto della soglia minima di 10 senatori); l'11 maggio successivo aderisce al gruppo parlamentare di centro-destra "Grandi Autonomie e Libertà-Unione dei Democratici Cristiani e dei Democratici di Centro".
Il 22 dicembre 2017, assieme ai sei senatori di Direzione Italia e alle tre senatrici di Fare!, confluisce nel nuovo gruppo parlamentare Noi con l'Italia.
Non viene più ricandidato alle elezioni politiche del 2018.

### Candidatura alla presidenza della Regione Basilicata
In vista delle elezioni regionali in Basilicata del 2013, viene candidato alla presidenza della Regione Basilicata, venendo appoggiato dalla coalizione di centro-destra che raggruppa quattro liste: Il Popolo della Libertà, "Laboratorio Basilicata" (lista elettorale formata da Scelta Civica, Fratelli d'Italia e Grande Sud), Unione di Centro e la lista civica "Moderati in Rivoluzione". Alla tornata elettorale ottiene soltanto il 19,4%, venendo battuto dal neo-uscente vicepresidente della Regione Marcello Pittella, candidato della coalizione di centro-sinistra, che vince le elezioni regionali con il 59,60%.